# Юмьер, Луи IV де Креван
Луи IV де Креван (фр. Louis IV de Crevant; 1628 — 30 августа 1694, Версаль), маркиз, затем герцог д’Юмьер — французский военачальник, маршал Франции.

## Биография
Сын Луи III де Кревана, маркиза д’Юмьера, и Изабо Фелипо.
Виконт де Бригёй, барон де Прёйи, сеньор де Монши под Компьеном, и де Конте, капитан 2-й роты ста дворян дома короля.
Сделал быструю военную карьеру благодаря протекции маркиза де Лувуа, и, как говорили, благодаря своей жене, к которой был неравнодушен виконт де Тюренн.
11 июня 1646, после отставки своего отца, был назначен губернатором Компьена.
Кампмаршал (4.10.1650), патентом от 24 сентября 1651 набрал кавалерийский полк (позднее Шартрский), которым командовал до 1653 года, участвовал в осадах и взятии Музона, Сен-Мену, в 1654 году в атаке Аррасских линий и взятии Ле-Кенуа, в 1655-м Ландреси, Конде, Сен-Гилена и Ла-Капели.
Генерал-лейтенант (18.10.1656). Был при осаде и взятии Сен-Венана 27 августа 1657, Мардика 3 октября, в битве на дюнах 11 июня 1658, при взятии Дюнкерка 25-го, завоевании Берг-Сен-Винока 2 июля, Фюрна 3-го, Диксмёйде 4-го, Ауденарде 9 октября, Ипра 26-го.
Патентом от 15 апреля 1659 года набрал пехотный полк своего имени, предназначенный для гарнизонной службы в Ипре, но 7 ноября того же года был заключен Пиренейский мир и 20 июля 1660 полк был распущен.
8 июня 1660 года в Сен-Жан-де-Люзе был назначен губернатором Бурбонне, 10-го также стал сенешалем этой провинции. Назначение было зарегистрировано парламентом 18 августа.
На версальском празднике в 1664 году в представлении, где Людовик XIV был Руджьером во дворце феи Альцины, Юмьер изображал Ариоданта.
В 1667 году в качестве генерал-лейтенанта служил в армии короля под командованием маршала Тюренна, участвовал во взятии Турне 24 июня, Дуэ 6 июля, Лилля 27 августа.
30 марта 1668 был назначен во Фландрскую армию Месье, но уже 2 мая был заключен Ахенский мир. 3 июня Юмьер был назначен губернатором Лилля, Орши и области Лалё.
8 июля 1668 в Сен-Жермен-ан-Ле был произведен в маршалы Франции (как говорили, это произошло благодаря его жене), 10 января 1669 принес присягу и 12 марта был зарегистрирован в Коннетаблии. В феврале 1670 был отставлен от губернаторства в Бурбонне.
С началом Голландской войны 18 апреля 1672 вместе с маршалом Бельфоном и под началом Месье Принца получил командование армией, собранной в окрестностях Седана. 23 августа 1673 получил командование Фландрской армией под началом Месье Принца, внес вклад в снятие осады Ауденарде, обложенной принцем Оранским (сентябрь 1674).
Вместе со своими коллегами отказался пойти навстречу просьбе короля и встать в подчинение главному маршалу Тюренну. В результате Бельфон получил приказ Лувуа отправляться в Тур, Юмьер, хотя и был другом министра, отправился в деревню «сажать капусту», так же как маршал Креки, высланный в Анже. Ничего не добившись своей выходкой, в 1675 году маршалы согласились перейти под командование Тюренна.
1 мая 1675 д’Юмьер был назначен командиром отдельного корпуса Фландрской армии для наблюдения за действиями частей герцога де Вильяэрмосы. 2 октября был назначен на зиму главнокомандующим во Фландрии.
10 марта 1676 стал одним из командующих во Фландрской армии Месье, осадил Эр, которым овладел 31 июля, затем взял форт Линк. Назначенный 3 июля губернатором и генеральным наместником Фландрии и Эно, он атаковал форт Ливик, который взял 9 августа.
25 февраля 1677 снова стал командующим отдельного корпуса Фландрской армии Месье. Обложил Монс, изобразив готовность начать осаду, чем помешал штатгальтеру послать войска на помощь Валансьену. 28 февраля перед Валансьеном появились части герцога Люксембурга, маршал к ним присоединился и принял командование в ожидании прибытия короля. Валансьен был взят на девятый день осады 17 марта.
Находясь под командованием Месье, маршал осадил Сент-Омер. Принц Оранский снялся с лагеря под Ипром и двинулся на помощь осаждённым. Французская армия 10 апреля вышла из осадных линий навстречу противнику к Кассельской горе, где позиции сторон разделялись двумя небольшими ручьями. На следующий день состоялась битва при Касселе, в которой маршал д’Юмьер командовал правым флангом. Он начал бой, разгромив пять вражеских эскадронов, которые покинули поле сражения. Неприятель потерял три тысячи убитыми и ранеными, четыре тысячи пленными, тринадцать пушек, две мортиры, 44 знамени, 17 штандартов и обоз. Сент-Омер пал 20-го. Кампания во Фландрии окончилась осадой Сен-Гилена, который маршал обложил 4 декабря. На следующий день была открыта траншея, 10-го состоялся штурм и 11-го губернатор сдал крепость.
В 1678 году получил приказ подготовить осаду Гента. Прибыв на место 3 марта, блокировал город. Приказал соорудить большое число мостов на Шельде и каналах, чтобы облегчить армейские коммуникации. Король прибыл 4-го, Гент сдался 9-го, его цитадель 12 марта. Король приказал Юмьеру засыпать траншеи и подготовить город к обороне. 28 апреля маршал получил командование отдельным корпусом Фландрской армии. В конце кампании, находясь с этим корпусом в Меце, потребовал у курфюрстов Трирского и Майнцского вывести гарнизоны, которые они поставили в Хомбурге и Биче, а получив отказ, двинулся в наступление и подчинил обе крепости.
В ходе войны присоединений в 1683 году взял Куртре и Диксмёйде, в следующем году бомбардировал и сжег Ауденарде.
В 1685 году был направлен с поздравлениями к Якову II по случаю восшествия на престол. 17 сентября вернулся из Лондона в Шамбор. В конце сентября или 17 ноября в Версале был назначен великим магистром артиллерии на место герцога дю Люда. На следующий день стал подполковником Королевского фузилерного полка (позднее Королевский артиллерийский) и подполковником бомбардиров. 27-го получил допуск в королевскую палату.
С началом войны Аугсбургской лиги 20 августа 1688 набрал кавалерийский полк своего имени. 31 декабря был пожалован в рыцари орденов короля. Орденскую цепь Святого Духа получил 1 января 1691 года.
1 марта 1689 был назначен командующим Фландрской армией. 27 августа пытался овладеть замком Валькур, но крепость имела хорошие рвы и значительный гарнизон. В битве при Валькуре французы потерпели поражение и отступили, потеряв 1200 человек. По словам герцога де Сен-Симона, «в первые же дни войны ставленник месье де Лувуа маршал д’Юмьер потерпел неудачу во Фландрии».
18 марта 1690 сложил командование полком. В апреле король возвел сеньории Муши и Кудён в ранг герцогства под названием Юмьер. 2 июня был назначен главнокомандующим во Фландрии и действовал против испанцев, усиленных ганноверскими частями, пока маршал Люксембург сражался с голландцами князя Вальдека.
Во время осады Монса, сдавшегося 9 апреля 1691 года, стоял лагерем у Сен-Гилена, мешая Вильгельму III Оранскому оказать помощь осажденным. 14 мая получил командование армией на Лисе. 30 апреля 1692 года получил назначение в армию Монсеньора, участвовал в осаде Намюра, взятого королем 5 июня, и его замков, сдавшихся 30-го. В кампании 1693 года не участвовал. В апреле 1693 года стал кавалером ордена Святого Людовика. По словам Сен-Симона, в том году служил в войсках Месье, оборонявших нормандское побережье. Умер в следующем году в Версале от приступа подагры. Был погребен в области Муши в Пикардии.
Герцог де Сен-Симон не имел к Юмьеру претензий и дал ему неплохую характеристику:

Этот человек обладал и манерами знатного вельможи, и всеми талантами, необходимыми при дворе и в высшем свете; он умел войти в доверие к министрам и обладал хитростью истинного царедворца, что, однако, не мешало ему всегда и во всем оставаться человеком чести. Он был близким другом месье де Лувуа, который всеми силами содействовал его возвышению, и результаты этих усилий не заставили себя ждать. Маршал был храбр и при этом на вторых ролях проявлял себя лучше, чем на первых. Он был великолепен во всем и пользовался расположением Короля, который отличал его и нередко запросто с ним беседовал. Можно сказать, что он всегда был украшением общества, будь то при дворе или в дружеской компании. В доме его собирались изысканнейшие и благороднейшие люди. Принцы крови были его постоянными гостями, и с ними, как и со всеми прочими, он держал себя совершенно независимо; но в независимости его было столько естественной непринужденности, ума и любезности, что каждому было ясно: поведение его объясняется не спесью и гордыней, а чувством собственного достоинства человека, который дорожит свободой, а потому не хочет принуждать ни самого себя, ни других. Даже его вспышки гнева, особенно во время игры в карты, были не лишены обаяния; одним словом, это был приятнейший человек, которого просто невозможно было не любить. Будучи губернатором Фландрии и Лилля, где у него был свой двор, маршал превратил в очаровательное местечко Монши, расположенный в двух лье от Компьеня, комендантом коего являлся. Король содействовал ему в благоустройстве Монши и сам не раз бывал там.  — Сен-Симон. Мемуары. 1691—1701. — М., 2007. — С. 150—151
По утверждению Сен-Симона, именно Лувуа, стремясь принизить должность великого магистра артиллерии, добился назначения на этот пост Юмьера, когда тот находился с посольством в Англии, и тот же самый Лувуа «в изрядной степени содействовал его возведению в герцогское достоинство и добился для него исключительного права передать свой титул тому, кто, с согласия Короля, женится на его младшей дочери, прекрасной как день и страстно им любимой».
Смерть маршала стала для всех неожиданностью. «Перед смертью он горько 
сожалел, что никогда не заботился ни о спасении души, ни о здоровье, ни, мог бы он добавить, о делах; умер он, однако, как истинный христианин, и все горько сожалели о его безвременной кончине. При его последних мгновениях присутствовали три антагониста: епископ Мо и аббат де Фенелон, которые вскоре вступили в полемику, а также духовник маршала, театинец отец Каффаро».

## Семья
Жена (8.03.1653): Луиза-Антуанетта-Тереза де Лашатр (1635—2.12.1723), придворная дама королевы Марии Терезии, дочь Эдма де Лашатра, графа де Нансе, и Франсуазы де Кюньяк-Дампьер, дамы де Букар. Сен-Симон пишет, что «она некогда была очень красива и богата. Она нередко докучала маршалу и его гостям своей прециозностью, но при этом не расставалась с расходной книгой и скрупулезнейшим образом вела счет расходам, что, однако, не спасло ее от разорения. Она поселилась в убогом домишке за монастырем  
кармелиток в предместье Сен-Жак, отличалась сугубой набожностью, считала своим долгом вмешиваться в чужие дела и не слишком ладила со своими детьми». После смерти маршала король положил ей 20 тысяч ливров пенсиона, «без чего ее достаток оказался 
бы более чем скудным; это был первый случай предоставления столь значительного пенсиона женщине»
Дети:
- Анри-Луи (ум. 13.05.1684), маркиз д'Юмьер. Полковник пехотного полка д'Юмьера, убит при осаде Люксембурга
- Луи-Франсуа-Роже (ум. 7.09.1679), граф де Бригёй
- Мари-Тереза. Муж (10.02.1677): Жан-Альфонс де Ганд-Вилен (ум. 1687), принц д'Изенгьен и де Мамин, сын Бальтазара-Филиппа де Ганд-Вилена
- Мари-Луиза (1658—20.01.1710), аббатиса Нотр-Дам-де-Муши-ле-Перьё близ Компьена
- Анн-Луиза. Муж 1) (1.08.1682): граф Луи-Александр де Вассе (ум. 1684), видам Ле-Мана, корабельный лейтенант в Тулоне; 2) (1686): Луи-Шарль де Отфор (ум. 1721), маркиз де Сюрвиль, генерал-лейтенант
- Анн-Луиза-Жюли (1665—19.11.1748), герцогиня д'Юмьер. Муж (15.05.1690): Луи-Франсуа д’Омон (1671—1751), маркиз де Шап, герцог д'Юмьер

## Комментарии
1. ↑  Говорили, что будто бы король спросил у графа де Грамона, известны ли ему новоназначенные маршалы? — «Да, сир, — ответил граф, — это господин де Креки, господин де Бельфон и мадам д'Юмьер» (Salaberry, p. 156)